# Fantastic Easter Special
Fantastic Easter Special is aflevering 1105 (#158) van South Park van Comedy Central. Hij is voor het eerst op 4 april 2007 uitgezonden op de Amerikaanse televisie. Het drijft spot met Dan Browns Da Vinci Code.

## Plot
Stan Marsh vraagt zich af waarom ze met Pasen eieren decoreren. Hij wil geen ei meer beschilderen en zijn vader raakt hier lichtelijk van in de stress. In het winkelcentrum vraagt hij de paashaas wat de paashaas en het decoreren van eieren met de herrijzenis van Jezus te maken heeft. De paashaas licht hierop de andere paashazen in. Zij omsingelen Stan als hij naar huis gaat en, eenmaal thuis, blijkt dat zijn vader er ook een is. Zijn vader vertelt hem over een geheime maatschappij waar hij en Stans opa mede lid van zijn, 'The Hare Club for Men' (De hazenclub voor mannen), ze willen Stan inwijden en nemen hem mee naar een ontmoeting. Ze bidden voor het konijn 'Snowball' (afstammeling van Sint-Petrus), en willen Stan net het geheim vertellen als er Ninja's aanvallen. De Ninja's nemen alle leden mee en Stan wordt met Snowball opgescheept. Hij zoekt hulp bij Kyle.
Ondertussen krijgen de mannen in de gaten dat zij in het Vaticaan door de Paus en Bill Donohue, het hoofd van de Amerikaanse Catholic League for Religious and Civil Rights, in de gevangenis zijn gegooid omdat zij Snowball willen. Kyle en Stan zijn voor informatie naar ene professor Teabag gegaan, een expert op het gebied van Pasen. Hij vertelt hen over het genootschap en dat Leonardo da Vinci er lid van was geweest. Hij laat hen da Vinci's schilderij 'Het Laatste Avondmaal' waaruit zou blijken dat er gekleurde eieren op tafel lagen en dat Sint Petrus een konijn was. Hieruit maken zij op dat Stans vader in het Vaticaan zit. Dan vallen echter de Ninja's Teabags huis binnen, waarop hij een zelfmoordaanslag op zijn eigen huis pleegt.
Stan is ten einde raad en bidt tot Jezus. Kyle en Stan reizen af naar het Vaticaan waar ze gevangen worden. Stans vader dwingt tot Snowball overhandigen maar het blijkt dat Donohue liegt. Ze willen alle Hare Club Members vermoorden tijdens Pasen, en als Jezus komt opdagen wordt hij ook opgesloten, Donohue wil Jezus vermoorden waarop de Paus antwoordt: "I am quite sure killing Jesus is not very Christian", waarop ook hij wordt opgesloten. Kyle vraagt Jezus om zijn superkrachten te gebruiken, maar dan blijkt dat hij alleen als dode superkrachten heeft. Kyle moet hem vermoorden. Jezus vermoordt Donohue als hij uitgebroken is en zegt dat de Hare Club gelijk had. De nieuwe paus is Snowball.

## Gelijkenissen met De Da Vinci Code
- The Hare Club for Men is de Priorij van Sion.
- In de Da Vinci Code is Leonardo ook een beroemd lid van deze organisatie.
- In beiden worden er beweringen gedaan aan de hand van het schilderij 'Het Laatste Avondmaal'.
- Prof. Teabag is Prof. Teabing in De Da Vinci Code.
- Het Vaticaan is in dit geval Opus Dei.